# الإنترنت في الكويت
ظهر الإنترنت في الكويت في عام 1990 في جامعة الكويت عن طريق شركة آي بي إم. حوالي عام 1993 في بعض المناطق مثل شرق. ظهرت خدمات الإنترنت عالية السرعة عن طريق خط الهاتف بتقنية خط اشتراك رقمي غير متماثل أو ADSL في عام 1998. حاليًا، يوجد تسعة مزودي لخدمة الإنترنت لخدمة الإنترنت، 4 سلكيًا عن طريق الـADSL والألياف الضوئية، و5 لاسلكيًا عن طريق الـجيل رابع والـجيل ثالث، وعن طريق الـوايماكس.

## أساليب الاتصال والمزودون
- طلب هاتفي: الاتصال عن طريق خط الهاتف، كانت شائعة جدًّا قبل ظهور خدمات الـADSL ولكن استخدامه نادر جدًّا الآن.
- خط اشتراك رقمي غير متماثل: الطريقة الأكثر شيوعًا، وهي متوفرة في جميع المناطق. أقصى سرعة تصل لها هذه الخدمة هي 8 ميگابت/ثانية، ولكن هذا يعتمد على البنية التحتية للمنطقة. تقدِّم هذه الخدمة كل من شركة فاستلكو[3] وكوالتي‌‌نت[4] وكمز[5] وقلف‌‌نت.[6]
- الألياف الضوئية: طريقة حديثة بسرعة تصل إلى ما يفوق الـ100 ميگابت/ثانية. توفر هذه الخدمة نفس الشركات المزودة لخدمة الـADSL[7][8][9][10] المناطق القديمة لا تحتوي على بنية تحتية تدعم هذه التقنية، ولكن وزارة المواصلات الكويتية تعمل على تطوير ودعم هذه الخدمة بالشراكة مع شركة هواوي، وقد كانت منطقة الصليبية[ ؟ ] من أول المناطق التي تدعم هذه التقنية.[11] في المرحلة الأولى تم دعم 28 منطقة، وفي المرحلة الثانية وسيتم دعم 29 منطقة في المرحلة الثانية التي ستنتهي في 2015 بتكلفة 4.3 مليون دينار كويتي بتنفيذ شركة ديتيكون الألمانية.[12][13] وستشمل [العقيلة والشريط الساحلي/ب، وصباح السالم والمنقف ق 1 و4 وجنوب الصباحية والمهبولة وبيان ومبارك العبد الله ومشرف والفنطاس وميدان حولي والعدان والقصور الصديق والمسيلة والفنيطيس وأبو فطيرة وصباح السالم والمنقف 2,1 والنسيم وسعد العبد الله وجابر الاحمد وصباح الاحمد وشمال شرق الصليبخات لؤلؤة الخيران (A3) (A2) (A1) وشرق أبو فطيرة ومدينة الخيران الجديدة]. أما المرحلة الثالثة فتشمل 64 منطقة وبانتهائها فإن جميع مناطق الكويت ستحتوي على هذا النظام. يُذكر أن جميع المناطق الجديدة ستُبنى مدعومة بهذه التقنية[14]
- وايماكس: خدمة الإنترنت عن طريق الأبراج وتُقدَّم من شركة مدى.[15] من أبرز عيوب هذه الخدمة السرعة البطيئة بسبب كيفية عمل هذه التقنية.
- راوترات جيل ثالث و جيل رابع: تُقدَّم هذه الخدمة عن طريق شركات الاتصالات المُتنقِّلة في الكويت زين[16] والوطنية[9] وڤيڤا.[17]

## المستخدمون
حسب مؤسسة World Bank، فإن عدد مستخدمي الإنترنت بين كل 100 نسمة هو 75.5 في 2014 من 70 في 2013 و و42 في 2008، بينما تشير إحصاءات إيبسوس إلى أن نسبة مستخدمي الإنترنت هي 79%. نسبة مستخدمي الإنترنت زادت بنسبة 600% بين عامي 2000 إلى 2010.
في عام 2015، وصل عدد مستخدمي الإنترنت في الكويت إلى 82.079 لكل 100 نسمة، وهي ثالث أعلى نسبة في منطقة الشرق الأوسط وشمال أفريقيا بعد كل من قطر والإمارات العربية المتحدة.

## الأسعار
في عام 2011 تم خفض الأسعار ولكنها ما لبث أن ارتفعت، وفي 25 سبتمبر 2012 أصدر وزير المواصلات أنذاك سالم الأذينة قرارًا بخفض أسعار الإنترنت السلكية بنسبة لا تقل عن 40% بعد أن قام المزودون برفع الأسعار بشكل كبير وتطبيق حد للاستخدام اليومي، وقامت الوزارة كذلك بخفض الضرائب المفروضة على المزودين. في مارس 2014 صدر تقرير من البنك الدولي يُبيِّن أن أسعار الإنترنت في الكويت هي الأرخص في المنطقة. وفي 8 أغسطس 2014 قامت وزارة المواصلات بتخفيض أسعار الإنترنت مرة أخرى بنسبة 21.6%. في ديسمبر 2016، قامت الهيئة العامة للاتصالات وتقنية المعلومات بفرض تخفيض أسعار الإنترنت بنسبة تصل إلى 40%. بعد هذا التخفيص صار سعر سرعة الـ100 ميگابت/ثانية 537 دينارًا/سنة من 895، وسرعة الـ8 ميگابت/ثانية بـ126 من 167. ذكر رئيس الهيئة المهندس سالم الأذينة أن أحد أسباب هذا التخفيض هو تدني نسبة استخدام خدمات الإنترنت عبر الخطوط الهاتفية مقابل الإنترنت اللاسلكي عبر الخطوط النقالة 

## السرعة
حسب تقرير أجراه موقع SpeedTest.net، فإن أسرع مزود خدمة لاسلكية خلوية في الكويت لسنة 2016 هي أوريدو (أو الوطنية للاتصالات)، تليها شركة زين، ثم في المركز الأخير شركة ڤيڤا. هذه النتائج لا تشمل مزوِّدي الخدمة المنزليَّة بل مزوِّدي خدمة الإنترنت الخلوية فقط.

## الحجب والرقابة
تفرض الحكومة الكويتيَّة حجب جميع المواقع الإباحية. كما يحظر قانون المطبوعات المُقرَّر عام 2006 ازدراء الأديان والإساءة للذات الإلهية وللأنبياء والصحابة وآل البيت. حسب المبادرة العربية لإنترنت حر، فإن الحكومة الكويتية قامت في السابق بحجب بعض المواقع لأسباب سياسيَّة، إلى أنها سرعان ما أزالت الحجب عنها بعد وقت قصير. كما يُضيف تقرير المبادرة: «وبالرغم من هذه الحالات والنماذج العملية لحجب المواقع في الكويت إلا أن سياسة الرقابة والحجب بها تعتبر أقل وطأة بكثير مما يحدث في دول أخرى خاصة من ناحية المواقع السياسية، وكذلك فإن الحجب لا يتم بطريقة جماعية، كما أن التدخل الأمنى في عمليات الحجب يواجه بمعارضة سياسية قوية كما ذكرنا سابقا، بالإضافة إلى إمكانية رجوع الشركات المزودة عن قرارات الحجب إذا تلقت اعتراضات مقبولة.»

## المواقع الأكثر زيارة
حسب موقع ألكسا، فإنَّ أكثر المواقع زيارة في الكويت هي:
- غوغل الكويت
- يوتيوب
- غوغل
- ياهو
- فيسبوك
- ويكيبيديا
- لايڤ (مايكروسوفت)
- إكس سايت (إلكترونيات الغانم)
- إنستقرام
- بلوغسبوت
- أمزون[ ؟ ]
- توِتر

وتُعد جريدة الأنباء الكويتية أكثر جريدة كويتية زيارةً إلكترونيًّا حسب ألكسا، حيث تحتل المركز الثامن عشر في ترتيب الكويت.